# Nicolas IV de Mecklembourg-Werle-Goldberg
Nicolas IV de Mecklembourg-Werle-Goldberg, surnommé « Poogenoge » (c'est-à-dire Yeux de cochon), né avant 1331 et mort entre le 14 mars et le 16 novembre 1354, fut corégent en 1343 puis prince de Werle-Goldberg de1352 à sa mort.

## Biographie
Il est le second fils de Jean III de Mecklembourg-Werle-Goldberg et de son épouse Metchilde de Poméranie. Il semble avoir reçu son curieux surnom à cause de la forme et de l'aspect de ses yeux. Il règne d'abord sur Werle-Goldberg conjointement avec son père Jean III, puis seul à partir de 1352. Il intervient encore lors de la signature d'un traité de paix le 14 mars 1354, mais il n'est plus mentionné après le 13 novembre de la même année.

## Union et postérité
Il épouse le 6 janvier 1346 Agnès de Lindow-Ruppin (morte après 1361), fille d'Ulrich II. Parmi leurs enfants :
- Metchilde de Werle, épouse de Laurent de Mecklembourg-Werle-Güstrow
- Agnès de Werle, épouse de Jean VI de Mecklembourg-Werle-Waren
- Jean IV de Mecklembourg-Werle-Goldberg

Après son décès, sa veuve se remarie avec Jean Ier de Mecklembourg-Stargard.